# Sherwin Badger
Sherwin Campbell Badger (ur. 29 sierpnia 1901 w Bostonie, zm. 8 kwietnia 1972 w Sherborn) – amerykański łyżwiarz figurowy startujący w konkurencji solistów i par sportowych z Beatrix Loughran. Wicemistrz olimpijski z Lake Placid (1932, pary sportowe) i uczestnik igrzysk olimpijskich (1928), dwukrotny brązowy medalista mistrzostw świata w parach sportowych (1930, 1932), mistrz Ameryki Północnej w konkurencji solistów (1923), 5-krotny mistrz Stanów Zjednoczonych w konkurencji solistów (1920–1924) oraz 3-krotny mistrz Stanów Zjednoczonych w parach sportowych (1930–1932).
W 1923 roku ukończył studia na Uniwersytecie Harvarda i rozpoczął karierę biznesową w United Fruit Co., zaś w 1925 roku dołączył do Dow-Jones Publications jako redaktor bankowy The Wall Street Journal i Barrons. W 1940 roku Badger rozpoczął pracę w New England Mutual Life Insurance Co., gdzie jako starszy wiceprezydent i dyrektor pracował aż do przejścia na emeryturę w 1972 r. Ponadto Badger pozostał blisko łyżwiarstwa figurowego i w latach 30. XX wieku był prezesem amerykańskiego związku łyżwiarstwa figurowego.

## Osiągnięcia

### Pary sportowe

#### Z Beatrix Loughran
| Zawody                           | 1928           | 1929           | 1930           | 1931           | 1932           |                |                |                |                |                |                |                |                |                |                |                |                |
| Międzynarodowe                   | Międzynarodowe | Międzynarodowe | Międzynarodowe | Międzynarodowe | Międzynarodowe | Międzynarodowe | Międzynarodowe | Międzynarodowe | Międzynarodowe | Międzynarodowe | Międzynarodowe | Międzynarodowe | Międzynarodowe | Międzynarodowe | Międzynarodowe | Międzynarodowe | Międzynarodowe |
| -------------------------------- | -------------- | -------------- | -------------- | -------------- | -------------- | -------------- | -------------- | -------------- | -------------- | -------------- | -------------- | -------------- | -------------- | -------------- | -------------- | -------------- | -------------- |
| Igrzyska olimpijskie             | 4              |                |                |                | 2              |                |                |                |                |                |                |                |                |                |                |                |                |
| Mistrzostwa świata               | 5              |                | 3              |                | 3              |                |                |                |                |                |                |                |                |                |                |                |                |
| Mistrzostwa Ameryki Północnej    |                |                |                | 3              |                |                |                |                |                |                |                |                |                |                |                |                |                |
| Krajowe                          |                |                |                |                |                |                |                |                |                |                |                |                |                |                |                |                |                |
| Mistrzostwa Stanów Zjednoczonych |                |                | 1              | 1              | 1              |                |                |                |                |                |                |                |                |                |                |                |                |

#### Z Edith Rotch
| Mistrzostwa Stanów Zjednoczonych | 2 |

#### Z Clarą Frothingham
| Mistrzostwa Stanów Zjednoczonych | 2 |

### Soliści
| Zawody                           | 1920           | 1921           | 1922           | 1923           | 1924           | 1925           | 1926           | 1927           | 1928           |                |                |                |                |                |                |                |                |
| Międzynarodowe                   | Międzynarodowe | Międzynarodowe | Międzynarodowe | Międzynarodowe | Międzynarodowe | Międzynarodowe | Międzynarodowe | Międzynarodowe | Międzynarodowe | Międzynarodowe | Międzynarodowe | Międzynarodowe | Międzynarodowe | Międzynarodowe | Międzynarodowe | Międzynarodowe | Międzynarodowe |
| -------------------------------- | -------------- | -------------- | -------------- | -------------- | -------------- | -------------- | -------------- | -------------- | -------------- | -------------- | -------------- | -------------- | -------------- | -------------- | -------------- | -------------- | -------------- |
| Igrzyska olimpijskie             |                |                |                |                |                |                |                |                | 11             |                |                |                |                |                |                |                |                |
| Mistrzostwa Ameryki Północnej    |                |                |                | 1              |                |                |                | 2              |                |                |                |                |                |                |                |                |                |
| Krajowe                          |                |                |                |                |                |                |                |                |                |                |                |                |                |                |                |                |                |
| Mistrzostwa Stanów Zjednoczonych | 1              | 1              | 1              | 1              | 1              |                |                |                |                |                |                |                |                |                |                |                |                |

## Nagrody i odznaczenia
- Amerykańska Galeria Sławy Łyżwiarstwa Figurowego – 1976[4]